# TJV 84
TJV 84 es un álbum de música instrumental que contiene piezas compuestas e interpretadas por los compositores Bernard Westman y Michael Reynolds. Fue lanzado en 1966 por el sello discográfico Thomas J. Valentino, Inc. y su subsidiaria Major Records. Si bien no tiene nombre oficial, en diversos sitios de internet se le conoce como TJV 84 debido al número de disco lanzado por la empresa discográfica desde su fundación.
Los temas que fueron interpretados por Michael Reynolds contenidos en este disco son recordados por haber sido incluidos como música de fondo para las versiones dobladas al español latinoamericano de los cortometrajes realizados hasta agosto de 1948 de Merrie Melodies y Looney Tunes, que eran las series de dibujos animados de las caricaturas de Warner Bros (llamados en la traducción como Fantasías animadas de ayer y hoy) y de Popeye el marino por Famous Studios, así como también para los programas cómicos de Roberto Gómez Bolaños "Chespirito", El Chavo del Ocho, El Chapulín Colorado y Chespirito. 

## Lista de canciones
| Cara 1 |                                                   |          |  |
| N.º    | Título                                            | Duración |  |
| 1.     | «Romantic (Molly Malone)»                         | 1:05     |  |
| 2.     | «Romantic Scene Or Lullaby (Au Clair De La Lune)» | 1:02     |  |
| 3.     | «Conflict»                                        | 0:40     |  |
| 4.     | «Animation #1»                                    | 1:20     |  |
| 5.     | «Animation #2»                                    | 1:35     |  |
| 6.     | «Animation #3»                                    | 2:54     |  |
| 7.     | «Winky Dink»                                      | 1:35     |  |
| 8.     | «Cartoon Mysteries»                               | 1:26     |  |

| Cara 2 |                               |          |  |
| N.º    | Título                        | Duración |  |
| 1.     | «Thirty Second Commercial #1» | 0:30     |  |
| 2.     | «Commercial Opening»          | 0:11     |  |
| 3.     | «Commercial Closing»          | 0:07     |  |
| 4.     | «Thirty Second Commercial #2» | 0:30     |  |
| 5.     | «Thirty Second Commercial #3» | 0:30     |  |
| 6.     | «Sixty Second Commercial #1»  | 1:00     |  |
| 7.     | «Sixty Second Commercial #2»  | 1:00     |  |
| 8.     | «Keepin Busy»                 | 1:30     |  |
| 9.     | «Only A Dream»                | 3:01     |  |